# Gli Edoni
Gli Edoni (in greco antico: Ἠδωνοί?, Ēdonói) è una tragedia di Eschilo, di cui restano solo alcuni frammenti. Fu forse scritta nel periodo finale della produzione del tragediografo e apparteneva alla tetralogia nota come Licurgia, della quale facevano parte anche le Bassaridi, i Neaniskoi (i "Giovani") e il dramma satiresco Licurgo. Anche se nessuna di queste opere è sopravvissuta, se non per alcuni frammenti, vari studiosi hanno ipotizzato che Eschilo avesse distribuito nelle tre tragedie il racconto del mito di Licurgo, re dei Traci; in particolare, negli Edoni Eschilo avrebbe descritto la persecuzione di Dioniso da parte di Licurgo o la punizione di Licurgo a seguito della persecuzione nei confronti di Dioniso.

## Trama
Sebbene la tragedia sia andata perduta, è possibile ricostruirne la trama soprattutto grazie al confronto con le parti rimanenti del Lycurgus di Nevio.
La tragedia probabilmente si apre direttamente con la parodo del coro degli Edoni che racconta l'arrivo nella loro terra di Dioniso e dei suoi seguaci muniti dei loro strumenti musicali; il re Licurgo apprende dal coro notizie sui nuovi arrivati e ordina alle guardie di catturarli e imprigionarli.
Dopo un colloquio con Dioniso, che probabilmente viene deriso per il suo abbigliamento effeminato, Licurgo conduce nel suo palazzo, fuori dalla scena, i prigionieri, tranne uno che è stato identificato dagli studiosi in Orfeo: egli probabilmente consiglia il re di porre fine alla persecuzione nei confronti di Dioniso e gli predice che cadrà in disgrazia a seguito dell'affronto verso il dio.
Dopo essere stato anch'egli allontanato dalla scena, avviene uno sconvolgimento nel palazzo, grazie al quale Dioniso è liberato e ricompare. A questo punto probabilmente si raggiunge il climax della tragedia: Licurgo, accecato dalla follia, uccide con un'ascia il proprio figlio, scambiandolo per un tralcio di vite; la causa della follia e del conseguente gesto, che non appare in scena ma è raccontato, viene ravvisata dal coro nella persecuzione del re nei confronti di Dioniso.
Nel finale della tragedia, Licurgo probabilmente esce insieme al coro, forse accompagnato anche da un gruppo di Bassaridi: qualcuno, forse Orfeo o Dioniso, informa gli Edoni che Licurgo deve lasciare la sua terra che ha contaminato e deve essere condotto sul monte Pangeo; qui abiterà in una cella e sarà servitore di Dioniso.